# Pitsea
Pitsea est une ville et une ancienne paroisse civile de l'Essex, en Angleterre.